# Mercadona

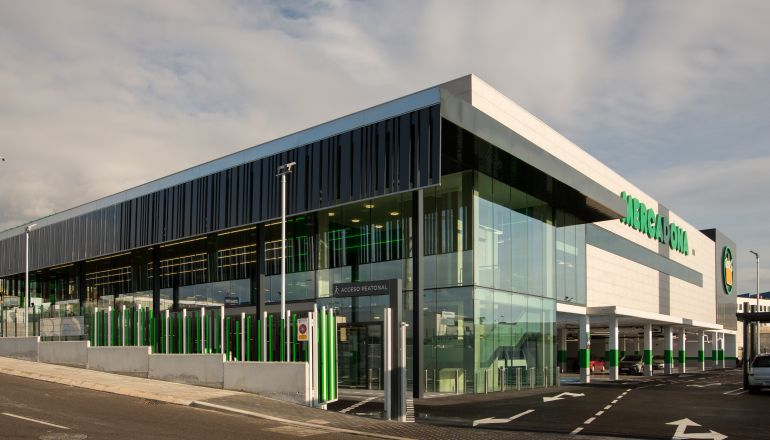
Supermarché Mercadona à Finestrat

Mercadona est une entreprise  espagnole de distribution alimentaire spécialisée dans les supermarchés de proximité, occupant la première place quant au nombre de points de vente (près de 1 100 supermarchés), notamment devant Carrefour, et de chiffres d'affaires (avec plus de 20 milliards d'euros d'achats effectués en 2015). L'entreprise emploie près de 74 000 personnes dans le monde entier.

## Présentation
La chaîne a été créée en 1977 par le Valencien Juan Roig, toujours à la présidence actuellement. Sa politique est basée sur le sigle SPB, « Siempre Precios Bajos » (des prix toujours bas). Elle place le client (« el Jefe », le Chef) à une importance supérieure à celle du travailleur, du fournisseur et du capital. Cet esprit se traduit notamment par de récents épisodes de grèves généralisées parmi le personnel des magasins.
Mercadona ouvre les 10 premiers magasins portugais, près de Porto, en 2019.